# Вакцинація проти COVID-19 у Гватемалі
Вакцинація проти COVID-19 у Гватемалі — це кампанія масової імунізації населення Гватемали проти COVID-19 під час пандемії коронавірусної хвороби. Вакцинальна кампанія в країні розпочалася 25 лютого 2021 року.

## Прибуття вакцини
- Moderna: 25 лютого 2021 — 5 тисяч доз (з Ізраїлю)[1], 9 липня 2021 року — 500 тисяч доз (із США)[2], 21 липня — 3 мільйони доз (із США)[3], 24 листопада — 2 мільйони доз (із США)[4], 11 грудня 2021 року — 2 мільйони доз (із США)[5], 21 липня 2022 року — 500400 доз (із Південної Кореї)[6], 24 грудня 2022—288 тисяч доз (зі Швейцарії)[7]
- Oxford-AstraZeneca: 3 березня 2021—200 тисяч доз (з Індії)[8], 11 березня 2021 — 81600 доз (через COVAX)[9], 29 квітня 2021 — 321600 доз (через COVAX)[10], 3 червня 2021 — 321600 доз (через COVAX)[11], 24 червня 2021—150 тисяч (з Мексики)[12], 3 серпня 2021—150 тисяч (з Мексики)[13], 5 серпня 2021 — 201600 (з Іспанії через COVAX)[14], 5 вересня 2021 — 363100 доз (з Канади через COVAX)[15], 6 вересня 2021—304 тисячі доз (з Домініканської Республіки)[16], 16 вересня 2021 — 307200 доз (з Іспанії через COVAX)[14], 16 жовтня 2021 — 151200 доз (з Іспанії через COVAX)[17], 14 листопада 2021 — 489600 доз[18], 11 грудня 2021 — 523600 доз[19]
- Спутник V: 5 травня 2021 — 50 тисяч доз[20], 20 травня 2021 — 50 тисяч доз[21], 16 червня — 50 тисяч доз[22], 3 липня 2021—200 тисяч доз[23], 7 липня 2021—200 тисяч доз[24], 15 липня 2021—310 тисяч доз[25], 28 липня 2021—100 тисяч доз[26], 24 серпня — 400 тисяч доз[27], 31 серпня 2021—100 тисяч доз[28], 19 вересня 2021—700 тисяч доз[29], 26 вересня 2021—500 тисяч доз[30], 20 жовтня 2021—700 тисяч доз[31], 27 жовтня 2021—700 тисяч доз[32], 29 жовтня 2021—700 тисяч доз[33], 30 жовтня 2021—100 тисяч доз[19], 26 грудня 2021 — 1058400 доз[34], 29 грудня 2021 — 1958600 доз[35], 30 грудня 2021 —123900 доз[36]
- Pfizer–BioNTech: 5 серпня 2021 — 363870 доз (через COVAX)[19], 2 вересня 2021 — 169650 доз (через COVAX)[37], 18 листопада 2021 — 1000350 доз (через COVAX)[38], 16 грудня 2021 — 1000350 доз (через COVAX)[39], 27 січня 2022 — 680940 доз (через COVAX)[40], 25 травня 2022 — 273780 доз (через COVAX)[41], 1 червня 2022 — 349830 доз (з Іспанії через COVAX)[42], 28 червня 2022 — 349830 доз (з Іспанії через COVAX)[43], 22 липня 2022 — 302400 доз (з Іспанії через COVAX)[44], 19 грудня 2022 — 302400 доз (через COVAX)[45]

## Вакцинація за департаментами
| Вакцинація за департаментами (Оновлено станом на 01.05.2023) | Вакцинація за департаментами (Оновлено станом на 01.05.2023) | Вакцинація за департаментами (Оновлено станом на 01.05.2023) | Вакцинація за департаментами (Оновлено станом на 01.05.2023) | Вакцинація за департаментами (Оновлено станом на 01.05.2023) | Вакцинація за департаментами (Оновлено станом на 01.05.2023) |
| Номер по порядку                                             | Департамент                                                  | Повна схема                                                  | Перша доза                                                   | Бустерна доза                                                | Бустерна доза                                                |
| Номер по порядку                                             | Департамент                                                  | % другої дози                                                | % першої дози                                                | % третьої дози                                               | % четвертої дози                                             |
| ------------------------------------------------------------ | ------------------------------------------------------------ | ------------------------------------------------------------ | ------------------------------------------------------------ | ------------------------------------------------------------ | ------------------------------------------------------------ |
| 01                                                           | Гватемала                                                    | 73 %                                                         | 87 %                                                         | 43 %                                                         | 8 %                                                          |
| 02                                                           | Сакатепекес                                                  | 64 %                                                         | 74 %                                                         | 38 %                                                         | 7 %                                                          |
| 03                                                           | Чимальтенанго                                                | 58 %                                                         | 71 %                                                         | 29 %                                                         | 4 %                                                          |
| 04                                                           | Кесальтенанго                                                | 55 %                                                         | 66 %                                                         | 29 %                                                         | 5 %                                                          |
| 05                                                           | Ель-Прогресо                                                 | 50 %                                                         | 62 %                                                         | 23 %                                                         | 3 %                                                          |
| 06                                                           | Ескуїнтла                                                    | 48 %                                                         | 64 %                                                         | 25 %                                                         | 3 %                                                          |
| 07                                                           | Реталулеу                                                    | 46 %                                                         | 56 %                                                         | 26 %                                                         | 5 %                                                          |
| 08                                                           | Хутьяпа                                                      | 45 %                                                         | 55 %                                                         | 20 %                                                         | 2 %                                                          |
| 09                                                           | Сучитепекес                                                  | 44 %                                                         | 55 %                                                         | 24 %                                                         | 3 %                                                          |
| 10                                                           | Баха-Верапас                                                 | 44 %                                                         | 54 %                                                         | 22 %                                                         | 2 %                                                          |
| 11                                                           | Чикімула                                                     | 43 %                                                         | 53 %                                                         | 21 %                                                         | 2 %                                                          |
| 12                                                           | Сан-Маркос                                                   | 42 %                                                         | 55 %                                                         | 19 %                                                         | 2 %                                                          |
| 13                                                           | Сакапа                                                       | 41 %                                                         | 53 %                                                         | 20 %                                                         | 2 %                                                          |
| 14                                                           | Санта-Роса                                                   | 40 %                                                         | 53 %                                                         | 18 %                                                         | 2 %                                                          |
| 15                                                           | Тотонікапан                                                  | 39 %                                                         | 49 %                                                         | 18 %                                                         | 2 %                                                          |
| 16                                                           | Петен                                                        | 38 %                                                         | 51 %                                                         | 21 %                                                         | 5 %                                                          |
| 17                                                           | Уеуетенанго                                                  | 37 %                                                         | 50 %                                                         | 17 %                                                         | 2 %                                                          |
| 18                                                           | Халапа                                                       | 36 %                                                         | 44 %                                                         | 15 %                                                         | 1 %                                                          |
| 19                                                           | Солола                                                       | 34 %                                                         | 43 %                                                         | 16 %                                                         | 2 %                                                          |
| 20                                                           | Кіче                                                         | 32 %                                                         | 43 %                                                         | 16 %                                                         | 3 %                                                          |
| 21                                                           | Ісабаль                                                      | 29 %                                                         | 39 %                                                         | 12 %                                                         | 1 %                                                          |
| 22                                                           | Альта-Верапас                                                | 25 %                                                         | 40 %                                                         | 11 %                                                         | 1 %                                                          |
| -                                                            | Гватемала                                                    | 44 %                                                         | 55 %                                                         | 22 %                                                         | 3 %                                                          |